# Elytroleptus luteicollis
Elytroleptus luteicollis är en skalbaggsart som beskrevs av Skiles och Chemsak 1982. Elytroleptus luteicollis ingår i släktet Elytroleptus och familjen långhorningar. Inga underarter finns listade i Catalogue of Life.